# Leporinus venerei
Leporinus venerei és una espècie de peix de la família dels anostòmids i de l'ordre dels caraciformes.

## Morfologia
- Els mascles poden assolir 13,6 cm de llargària total.
- Nombre de vèrtebres: 34-35.[1]

## Hàbitat
Viu en zones de clima tropical.

## Distribució geogràfica
Es troba a Sud-amèrica: conca del riu Araguaia al Brasil.